# CS Farul Constanţa
El CS Farul Constanţa es un equipo de baloncesto rumano con sede en la ciudad de Constanza, que compite en la Divizia A (baloncesto), la máxima competición de su país. Disputa sus partidos en la Sala Sporturilor Constanţa, con capacidad para 1.500 espectadores.

## Posiciones en liga
- 1992 (1)
- 1998 (12-1)
- 1999 (2)
- 2004 (1-2)
- 2005 (3-1)
- 2006 (2)
- 2011 (D3)
- 2012 (2-D2)
- 2013 (14-Liga Nationala)

## Palmarés
- Semifinales Divizia A (baloncesto) -  2005
- Segundo Liga I -  2012